# Emma Hanquist
Emma Hanquist, född 1 december 1980 i Visby, är en svensk illustratör. Hon har en bachelor of arts från Högskolan för Design och Konsthantverk i Göteborg och har läst illustration vid Maryland Institute College of Art i Baltimore. Hon har illustrerat för bland annat Dagens Nyheter, Spotify, Boston Globe Magazine, Fokus, Göteborgs universitet, Regeringskansliet och Svenska Dagbladet. 2015 vann hon, tillsammans med Lina Ekdahl, Alfabetas Castorpriset för bästa bilderboksprojekt.

## Utställningar
- Leva Livet, Gotlands Museum [4]